# East Dublin (Géorgie)
Pour les articles homonymes, voir East Dublin.
East Dublin est une ville américaine située dans le comté de Laurens, en Géorgie. Selon le recensement de 2020, sa population est de 2 492 habitants.